# Tito Giuseppe Viazzi
Tito Giuseppe Viazzi (Pezzolo Valle Uzzone, 7 gennaio 1816 – Novi Ligure, 7 dicembre 1887) è stato un militare italiano, decorato con la medaglia d'argento al valor militare durante la battaglia di San Martino avvenuta nel corso della seconda guerra d'indipendenza italiana.

## Biografia
Nacque a Pezzolo Valle Uzzone il 7 gennaio 1816, figlio di Pietro Antonio, medico chirurgo, e di Irene Perrucca discendente di una famiglia della piccola nobiltà monferrina feudataria di Dolceacqua. Seguì la carriera militare nell'Esercito piemontese, e partecipò alla prima guerra d'indipendenza venendo promosso sottotenente nel 1849 quando prestava servizio nel 14º Reggimento fanteria in forza alla Brigata "Pinerolo", e venendo promosso Luogotenente nel corso del 1857.
Nel 1859 partecipa alla seconda guerra d'indipendenza in forza alla 3ª Divisione, comandata dal tenente generale Filiberto Mollard e composta dalle due Brigate Cuneo e Pinerolo. Il 14º Reggimento della Brigata "Pinerolo" era al comando del tenente colonnello Michele Angelo Balegno di Carpeneto.
Combatte durante la battaglia di San Martino con il grado di capitano rimanendo gravemente ferito al petto, e la moglie Maria Teresa Ricci di Villalvernia partita appositamente da Alessandria dopo aver avuto notizie della gravi perdite subite dall’esercito sabaudo durante lo scontro, lo ritrovò dopo tre giorni di ricerche personali tra i morti ed i feriti del campo di battaglia. La Croce Rossa venne istituita dopo i sanguinosi eventi di Solferino e San Martino.Per il coraggio dimostrato durante lo scontro fu decorato di Medaglia d'argento al valor militare con la motivazione di per essersi lanciato coraggiosamente tra i primi all'assalto, come recita l'Ordine del Giorno n° 42 del Comando Generale dell'Armata sarda.
Per le gravi ferite riportate dopo qualche anno concluse la carriera militare con il grado di maggiore. Per aver partecipato alle Campagne di Guerra 1848, 1849, 1859 fu nominato Cavaliere della Corona d'Italia, Ordine cavalleresco istituito nel 1868 da S. M. Re Vittorio Emanuele II con lo scopo di ricompensare il merito sia civile e militare. Si spense a Novi Ligure il 7 dicembre 1887, e la salma fu tumulata nel locale cimitero.

## Onorificenze

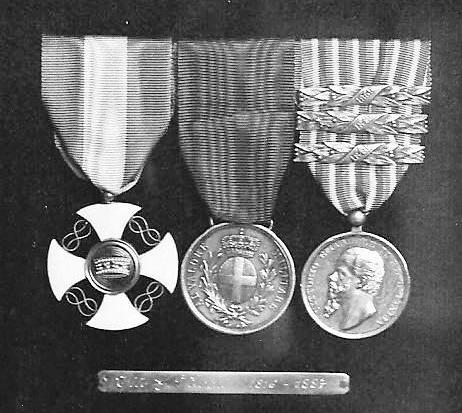
Medagliere del Magg. Tito Giuseppe Viazzi, decorato alla Battaglia di S. Martino del 1859

### Annotazioni
1. ↑  Che morirà nel combattimento di San Martino, e sarà decorato di Medaglia d'oro al valor militare alla memoria.

### Fonti
1. 1 2 3 4 5 6  Trovato il cippo funerario di Tito Viazzi medaglia d'argento del Risorgimento,  Cronaca di Novara in La Notizia, 11 dicembre 1984.

### Pubblicazioni
- Comando Generale dell'Armata Sarda Ordine del Giorno n° 42. Elenco delle ricompense, giugno 1859
- Trovato il cippo funerario di Tito Viazzi medaglia d'argento del Risorgimento, in La Notizia, Alessandria, 11 dicembre 1984.
- Redazionale Ricordo di Tito Viazzi in Panorama di Novi 8 maggio 1979.